# Nebtitepites
Nebtitepites (nebti = "Dvije dame") je bila princeza drevnog Egipta. Živjela je tijekom 4. dinastije. Bila je kćer princa Horbaefa i njegove polusestre, princeze Meresank koja je poslije postala kraljica. Nebtitepites je imala sestru Nefertkau i mlađeg polubrata Džatija.
1. ↑  Meresank je rodila Nebtitepites kao princeza, a nakon Horbaefove smrti udala se za Džedefru ili Kafru te je tako postala kraljica. Prema tome, Nebtitepites je bila polunećakinja i pokćerka drugog supruga svoje majke.
2. ↑  Nebtitepites je najvjerojatnije pokopana u Gizi, gdje je pokopan ostatak njezine obitelji.
3. ↑  Meresank II. Inačica izvorne stranice arhivirana 25. kolovoza 2010. Pristupljeno 26. kolovoza 2010.